# Stadtoldendorf
Stadtoldendorf ist eine Stadt im Landkreis Holzminden in Niedersachsen, Deutschland. Sie ist auch Verwaltungssitz der Samtgemeinde Eschershausen-Stadtoldendorf.

## Geografie
Die Stadt liegt am Rand des Naturpark Solling-Vogler, eingebettet zwischen den Mittelgebirgs- und Höhenzügen Homburgwald im Norden, Elfas im Osten, Amtsberge im Südosten, Holzberg und Solling im Süden, Burgberg im Westen und Vogler im Nordwesten. Westlich der Altstadt entsteht der Forstbach.
An Stadtoldendorf grenzen, beginnend im Norden im Uhrzeigersinn, die Gemeinden Eschershausen, Lenne, Wangelnstedt, Heinade, Deensen, Arholzen und Negenborn. Mit Ausnahme von Negenborn gehören diese auch zur Samtgemeinde Eschershausen-Stadtoldendorf.

## Geschichte

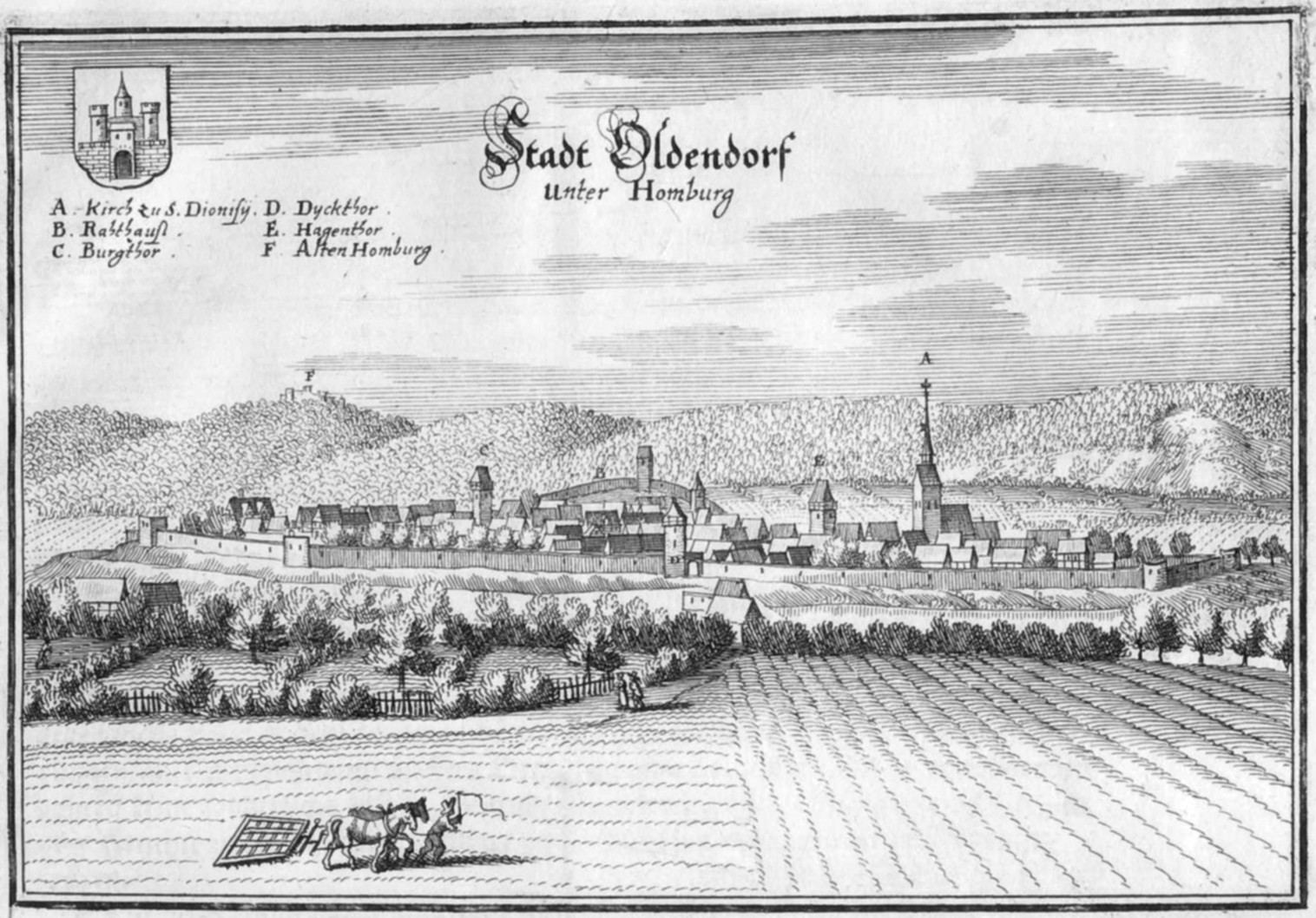
In alter Zeit

### Mittelalter und Neuzeit
Die Geschichte Stadtoldendorfs ist eng verbunden mit der Burg Homburg. Ursprünglich hieß Stadtoldendorf nur Oldendorp (altes Dorf), erst mit der Verleihung der Stadtrechte 1255 durch Heinrich von Homburg wurde „Stadt“ dem Namen vorangestellt, auch zur Unterscheidung mit mehreren anderen Orten mit Namen Oldendorp oder Oldendorf wurde der Ort Stadt Oldendorf genannt.
Erstmals wurde 1186 die Pfarrkirche genannt. Am 12. Mai 1479 fand vor den Toren der Stadt eine Fehdeschlacht zwischen böhmischen Soldaten und Truppen der Hanse statt, bei der es 900 Tote und Verwundete gab. Stadtoldendorf war die Hauptstadt im Herrschaftsbereich der Edelherren von Homburg und war mit Mauern und Türmen befestigt. Im Dreißigjährigen Krieg trug die Stadt schwere Schäden davon. 1625 wurde die Stadt von kaiserlichen Truppen unter General Tilly erobert und ausgeraubt. Siebenmal wechselten die kaiserlichen und die schwedischen Truppen als Besatzung.
Später war Stadtoldendorf abseits des regen Handelsverkehrs, da die alte Heer- und Handelsstraße, die von Westfalen über Höxter durch Stadtoldendorf nach Gandersheim und weiter geführt hatte, nun nördlich der Stadt zwischen dem Kloster Amelungsborn und Eschershausen verlief.
1721 wurde Stadtoldendorf erstmals als Garnisonsstadt erwähnt, wo eine Kompanie Dragoner stationiert wurde. Im Siebenjährigen Krieg besetzten französische Truppen die Stadt. 1814, nach den Befreiungskriegen gegen Napoleon, wurde die Garnison in Stadtoldendorf aufgelöst.
In der Mitte des 18. Jahrhunderts entwickelte sich die Leineweberei in der Stadt. Ab 1864 erfolgte die Erschließung von Gipssteinvorkommen mit der Entstehung von vier Gipswerken. Zum weiteren wirtschaftlichen Aufstieg verhalf auch die 1865 von der Herzoglich Braunschweigischen Staatseisenbahn erbaute Bahnstrecke Altenbeken–Kreiensen. 1873 wurde aus dem früheren Leinenhandel ein eigener Wirtschaftsbereich mit 40 mechanischen Webstühlen, an denen 70 Mitarbeiter beschäftigt waren.
1885 lebten 2571 Einwohner in der Stadt, die zudem Sitz eines Amtsgerichts und einer Oberförsterei war.
Zu dieser Zeit war in Stadtoldendorf eine größere jüdische Gemeinde ansässig, die Unternehmen der Gips-, Sandstein- sowie Webindustrie begründeten. Aus jüdischen Stiftungen entstanden ein Krankenhaus, Kindergarten, Sitzungssaal im Neuen Rathaus und der Kellbergturm  östlich von Stadtoldendorf. Am 1. Februar 1898 gründete die Firma A.J. Rothschild und Söhne die älteste Werkfeuerwehr für ihre Weberei. Das spätere Unternehmen Weberei Kübler & Co. hatte 1965 über 1000 Mitarbeiter und ging am 16. Februar 1982 in Konkurs.
Zur Entwicklung des Postwesens in Stadtoldendorf siehe: Postroute Braunschweig-Holzminden.

### 20. Jahrhundert
1901 wurde das Charlottenstift durch den Fabrikanten Max Levy und seine Frau, eine geborene Rothschild, gegründet. Von 1933 bis 1945 wurde das Charlottenstift unter anderem als Arbeitsdienstlager zweckentfremdet und nahm erst 1947 den Betrieb wieder auf. 1998 wurde das Krankenhaus zur GmbH umgegründet und befand sich bis 2010 unter Trägerschaft des Landkreises Holzminden und der Samtgemeinde Stadtoldendorf.
Um sich der Reichspräsidentschaftswahl stellen zu können, benötigte im Februar 1932 Adolf Hitler die deutsche Staatsbürgerschaft. Laut Staatsbürgerschaftsrecht von 1913 erfolgte eine Einbürgerung auch dann, wenn der Anwärter im öffentlichen Dienst oder bei anerkannten Religionsgemeinschaften angestellt wurde. Daher empfahl der Ministerpräsident des Staates Braunschweig, Werner Küchenthal, Adolf Hitler ein Amt als kommissarischer Bürgermeister in Stadtoldendorf. Hitler erhielt dann aber am 25. Februar 1932 eine Planstelle als Regierungsrat an der Braunschweigischen Gesandtschaft in Berlin. Kommissarischer Bürgermeister für die Stadt wurde bis zum 1. Mai 1933 Otto Pieperbeck (NSDAP) aus Düren, der von 1944 bis 45 auch Bürgermeister von Eschweiler war. In der NS-Zeit wurden mindestens 34 Bürger jüdischen Glaubens aus Stadtoldendorf ermordet.
Am 24. September 1952 stürzte ein britisches Kampfflugzeug vom Typ Gloster Meteor nahe der Homburg unterhalb eines Jugendlagers ab. Die beiden Piloten kamen dabei ums Leben.
Ab 1959 wurde Stadtoldendorf Garnisonsstadt der Bundeswehr. Zunächst war hier das Panzerbataillon 14 stationiert. Das Feldartilleriebataillon 15 aus Hildesheim löste das Panzerbataillon am 25. Oktober 1962 ab und wurde der 1. Panzergrenadierbrigade in Hildesheim unterstellt. Am 5. September 1963 fand die erste öffentliche Vereidigung statt. Am 27. April 1965 wurde der von 1956 bis 1959 erbauten Kaserne vom Bundesverteidigungsminister der Name „Yorck-Kaserne“ verliehen, nach dem General Ludwig Graf Yorck von Wartenburg. Am 1. Januar 1967 erfolgte die Umbenennung in Panzerartilleriebataillon 15. Im September 1988 besuchte die niederländische Königin Beatrix während eines Manövers des 1. Niederländischen Korps auch den Gefechtsstand in der Yorck-Kaserne. Im Juni 2003 wurde der Garnisonsstandort aufgelöst und die Kasernen für zivile Nutzer öffentlich ausgeschrieben.
Ende 1996 lebten 6462 Einwohner in der Stadt. Ende 2013 waren es 5601.

## Politik

### Gemeinderat
Der Stadtrat, der die Stadt Stadtoldendorf vertritt, setzt sich aus 17 Mitgliedern zusammen. Dies ist die festgelegte Anzahl an Ratsmitgliedern für die Mitgliedsgemeinde einer Samtgemeinde mit einer Einwohnerzahl zwischen 5.001 und 6.000 Einwohnern. Die Ratsmitglieder werden durch eine Kommunalwahl für jeweils fünf Jahre gewählt.
Bei der Kommunalwahl 2021 ergab sich folgende Sitzverteilung:
- Unabhängige Wählergemeinschaft Stadtoldendorf (UWG): 4 Sitze
- CDU: 6 Sitze
- SPD: 4 Sitze
- FDP: 2 Sitze
- Bündnis 90/Die Grünen: 1 Sitz

### Bürgermeister
- seit November 2001: Helmut Affelt (CDU, zuvor kurzzeitig UWG, früher CDU)
- um 1995–2001: Hans-Dietmar Rauls (SPD)
- um 1951 bis um 1973: Wilhelm Julius Noske (SPD)
- 1935: Sünnemann (NSDAP)
- 1932–1933: Otto Pieperbeck (NSDAP) (kommissarisch)
- um 1919: Hinkel
- 1890–1915: Klügel
- 1839–1890: Carl Seebass

### Städtepartnerschaften

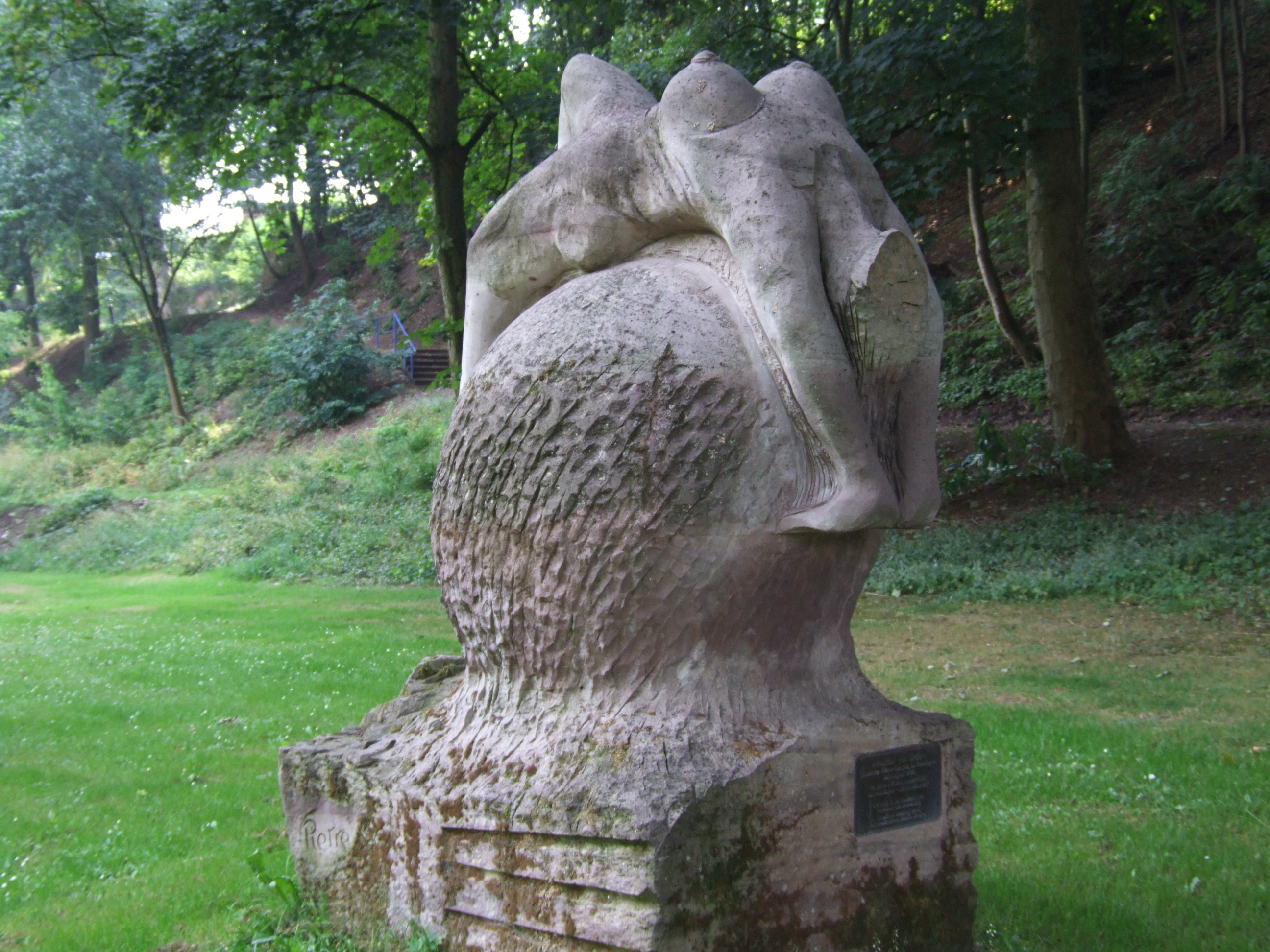
Skulptur als Dokument der Partnerschaft

Seit 1989 besteht eine Partnerschaft mit La Montagne im Département Loire-Atlantique, Frankreich. Eine monumentale Sandsteinskulptur namens Mutter der Erde des französischen Bildhauers Pierre Garçon (1998) ist ein Geschenk jener Partnerstadt.

### Wappen
Blasonierung: „In Rot eine wachsende, schwarzgefugte, silberne Zinnenmauer mit mittigem ungefugtem, blauwalmbedachtem Torhaus mit gezogenem silberenem Fallgatter im offenen Portal mit einem Schildchen, darin innerhalb eines 16-fach silbern-blau geschachten Bordes in Rot ein goldener Löwe, erhöht um zwei schwarze Bogenfenster, aus der Mauer wachsend ein silberner Kirchenbau mit zwei außen gesetzten hohen schwarzen Bogenfenstern, blauem Dach, darauf ein silberner Dachreiter über Eck mit zwei schwarzen Bogenfenster und goldener Turmkugel mit Kreuz bestecktem, blauem Pyramidendach zwischen zwei schwarzgefugten, silbernen Zinnenrundtürmen mit je einem schwarzen Bogenfenster.“
Wappenbeschreibung: Das Wappen zeigt Elemente der ehemaligen Stadtbefestigung und im roten, silbern-blau geschachten Schildchen den goldenen Homburger Löwen.

## Religionen

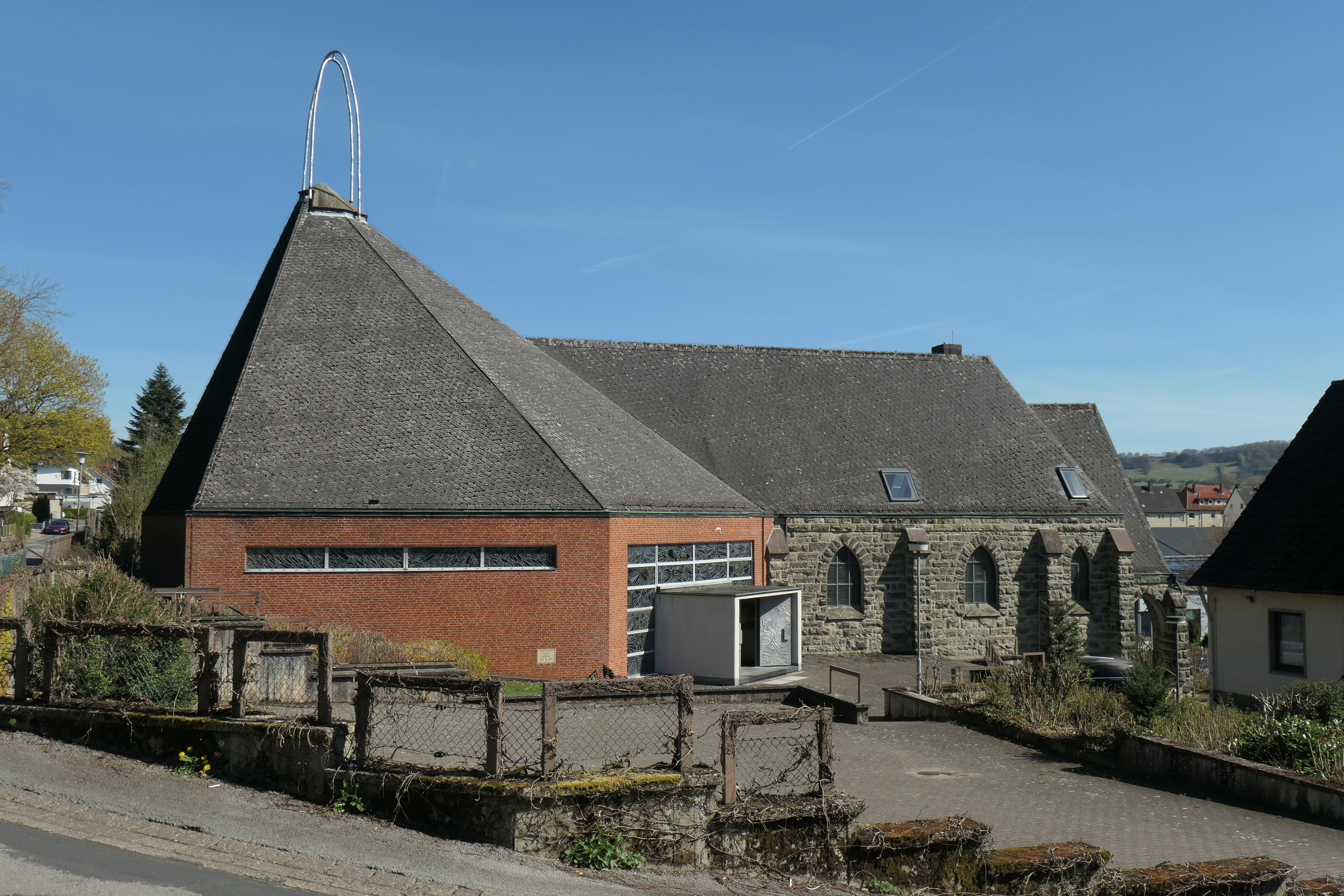
Herz-Jesu-Kirche

Im Ort befinden sich eine katholische Kirchengemeinde mit der Herz-Jesu-Kirche, eine zum Kirchenkreis Holzminden-Bodenwerder gehörende evangelische Kirchengemeinde, eine Evangelisch-Freikirchliche Gemeinde (Baptisten) und eine neuapostolische Kirchengemeinde.
Die Evangelisch-Freikirchliche Gemeinde Stadtoldendorf wurde am 19. Juni 1910 ins Leben gerufen.

## Wirtschaft und Infrastruktur

### Betriebe
Die Stadtwerke Stadtoldendorf GmbH wurde gegründet 1903, firmiert seit 1973 als GmbH, und erledigt die kommunale Gas- und Wasserversorgung in Kooperation mit E.ON Westfalen Weser.
1938 wurde am Standort Stadtoldendorf der erste Gipssteinbruch in Betrieb genommen, und ab 1972 folgte durch das Werk der Knauf Gips die Produktion von Gipsplatten.
Am 1. Juli 1968 erfolgte die Gründung des Abfallentsorgungsunternehmens Wessarges & Hundertmark GmbH.
Daneben gibt es weitere mittelständische Betriebe, drunter das 2003 angesiedelte Gussasphalttechnik und Spezialmaschinen-Unternehmen Linnhoff & Henne GmbH & Co. KG (Rechtsnachfolger der 1878 in Holzminden gegründeten Richard Henne GmbH).

### Verkehr
In der Nähe von Stadtoldendorf verläuft die B 64. Bis zur Anschlussstelle Seesen der Bundesautobahn 7 beträgt die Fahrzeit rund 40 Minuten und bis zur Anschlussstelle Lauenau der Bundesautobahn 2 rund eine Stunde.
Es bestehen zahlreiche Busverbindungen u. a. nach Dassel, Holzminden, Einbeck, Bodenwerder und Eschershausen. Für den gesamten öffentlichen Personennahverkehr im Kreis Holzminden gilt der Tarif des Verkehrsverbunds Süd-Niedersachsen (VSN).
Entlang der L 583 verläuft im Ort der Europaradweg R1.

### Bahnhof Stadtoldendorf

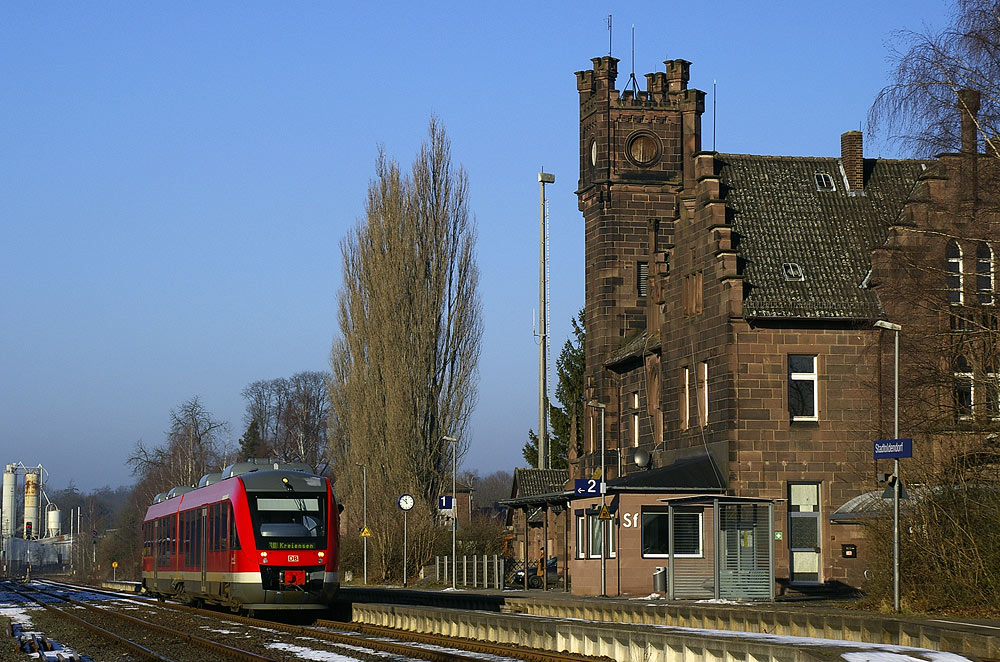
Bahnhof Stadtoldendorf (2006)

Der Bahnhof Stadtoldendorf liegt an der Bahnstrecke Altenbeken–Kreiensen. Er wird seit Dezember 2013 im Zweistundentakt mit einzelnen Verstärkern von Regionalbahnen der NordWestBahn bedient, zudem findet Holzverladung statt.
Im Rahmen des Investitionsprogramms „Niedersachsen ist am Zug! III“ (NiaZ3) der InfraGo wurde der Bahnhof von Mai 2020 bis Mai 2021 saniert, barrierefrei ausgebaut und der nicht benutzte Mittelbahnsteig zurückgebaut.

### Bildungseinrichtungen
Stadtoldendorf hat eine Grundschule und seit dem 1. August 2011 die Homburg Oberschule. In der Samtgemeinde befindet sich im Ort Deensen eine weitere Grundschule und die Förderschule „Schule am Hagedorn“. Außerdem liegen vier Kindergärten im Stadtgebiet, eine ev.-luth. Kindertagesstätte und ein DRK-Kindergarten im Kernort Stadtoldendorf sowie jeweils ein Kindergarten in Deensen und Heinade. Zudem gibt es im Stadtgebiet eine Außenstelle der Kreisvolkshochschule Holzminden (KVHS) und eine Bücherei.

### Freizeit- und Sportanlagen
Der Ort verfügt über ein beheiztes Freibad, mehrere Sportplätze (einer mit Kunstrasen).
Daneben gibt es auf dem ehemaligen Bundeswehrgelände den Freizeitpark Mammut für Offroadfahrzeuge.

## Kultur und Sehenswürdigkeiten

### Museum
Das Stadtmuseum präsentierte die Kulturgeschichte der Stadt im Charlotte-Leitzen-Haus in der Altstadt, bis dieses 2018 zu einer Kombination von Kindergarten und kommunalem Archiv umgebaut wurde. Das Haus, ein Bauwerk aus Sandstein, ist nach einer früheren Besitzerin benannt und wird auch Leitzenhaus genannt. Die Wirtschaftsgeschichte der Stadt wird auf dem Außengelände „Mühlenanger“ präsentiert. Dort befindet sich ein Gebäudeensemble auf einem früheren Hof Derer von Campe bestehend aus 3 früheren Zehntscheunen, dem Pförtnerhaus der früheren Weberei und einem Teilstück der Feldbahn der früheren Gipswerke. Außerdem gehört die Treppmühle zu dem Ensemble, eine frühere Wassermühle, die nach der zur Stadtmauer hinaufführenden Treppe bezeichnet ist. Die zugehörigen Diesellokomotiven und Traktoren werden jährlich am Tag des offenen Denkmals vorgeführt.

### Bauwerke

#### Mittelalterliche Bauwerke

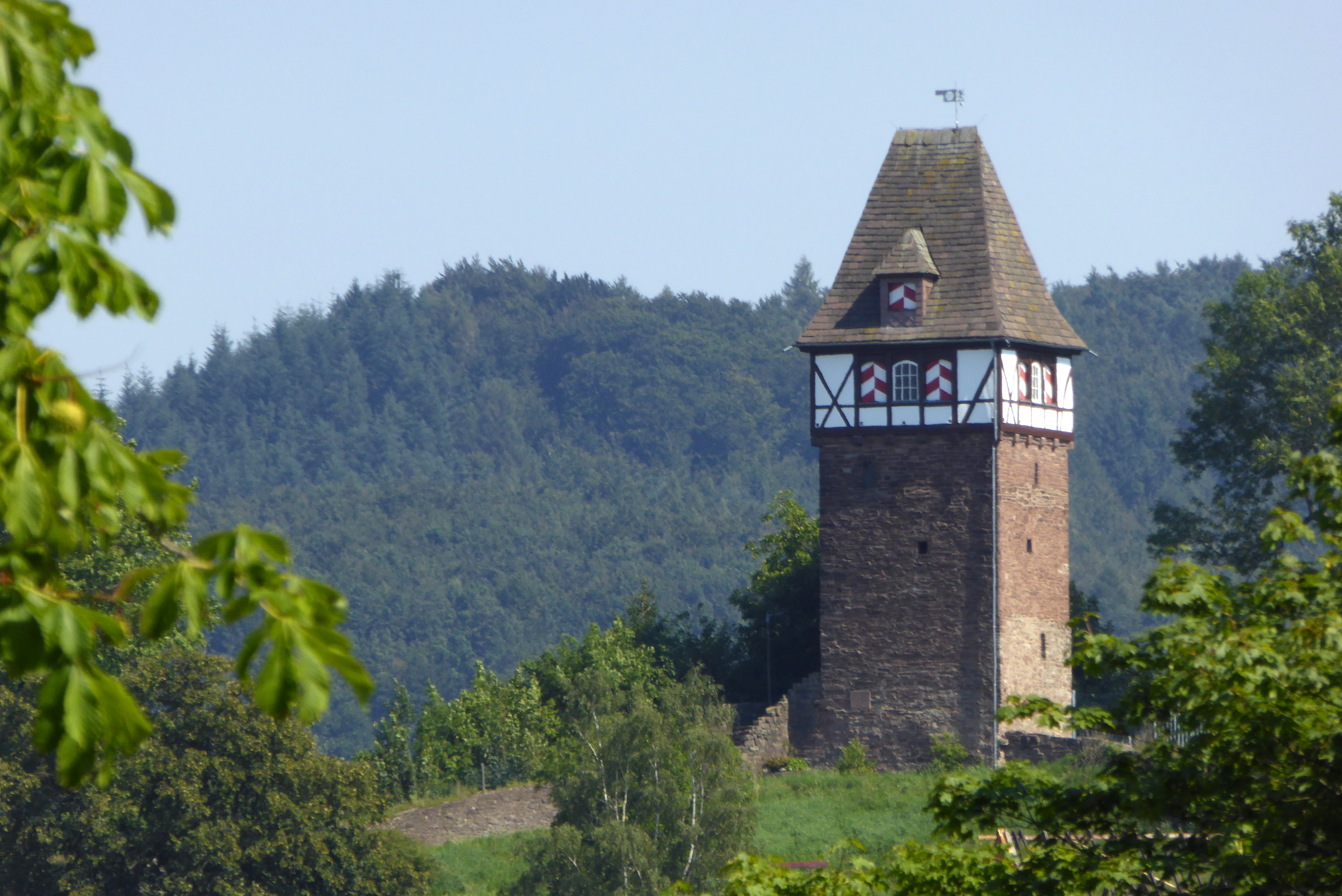
Försterbergturm

- Der Försterbergturm ist das hoch über den Ort hinausragendes Wahrzeichen der Stadt. Das Bauwerk steht am nordwestlichen Rand der Altstadt auf einer ca. 260 m hohen Anhöhe namens Försterberg. Der Name bezieht sich auf den Scharfrichter Förster, der dort in der frühen Neuzeit tätig war.[7] Der Turm war im Mittelalter als Wartturm Bestandteil der Stadtbefestigung. Als Bauzeit wird das 13. Jahrhundert angenommen.[8] Nach dem 30-jährigen Krieg verfiel er im oberen Teil, sodass im frühen 20. Jahrhundert das Satteldach gänzlich fehlte. 1936 stockte der Verkehrsverein den verbliebenen steinernen Turm etwas auf und setzte ein mit Sollingplatten gedecktes Dach mit Fachwerkunterbau auf, sodass der Turm heute 21 m hoch ist.
- Von der früheren Stadtbefestigung, die aus der Stadtmauer, dem Wartturm und drei Tortürmen (dem Hagentor, dem Burgtor sowie dem Teichtor (Dyckthor)) bestand,[9] sind der Hagentorturm und etwa 800 m lange Reste der Stadtmauer erhalten.[10] Die eigentlichen Tore waren neben, nicht in die Tortürme gebaut.
- die Homburg, eine Burgruine oberhalb der Altstadt im Homburgwald

#### Frühneuzeitliche Bauwerke
- Der Camphof, die älteste bekannte Hofstelle in der Stadt; der älteste Teil des Herrenhauses stammt aus dem Jahr 1561.
- Das älteste Wohnhaus in der Stadt befindet sich am Markt 4 und wurde 1602 von dem Bürger Hans Tusken und seiner Frau Ilsabe erbaut.
- Ratskeller von 1621
- Ein weiteres altes Wohnhaus aus dem 17. Jahrhundert befindet sich in der Kirchstraße 7 und wurde 1690 erbaut. Im 18. Jahrhundert wurden Teile des Wohnhauses als Ball- und Tanzhaus verwendet.

#### Bauwerke der Gründerzeit
- Der Bahnhof ist ein typischer Gründerzeit-Bau; die erste Zugankunft war am 10. Oktober 1865.
- Altes Rathaus von 1875

#### Weitere Bauten
Die Kirche, die Dionys, Kilian und Sebastian geweiht wurde, hat ein Kirchenschiff von 1800 und einen Turm von 1905. Die Kirche wurde 1963 mit einer Ott-Orgel ausgestattet.
Der Kellbergturm ist ein 20 m hoher Aussichtsturm auf dem östlich von Stadtoldendorf gelegenen Kellberg (343,1 m ü. NHN).

### Veranstaltungen
- jährlich um Pfingsten: Homby Fest[12][13]
- jährlich am Tag des offenen Denkmals: Stadtoldendorfer Feldbahntag am Mühlenanger (11–17 Uhr)
- wöchentlich Wochenmarkt auf dem Teichtorplatz (donnerstags, 8:00–12:30 Uhr)
- Weihnachtsmarkt des Gewerbevereins Stadtoldendorf

### Gedenksteine

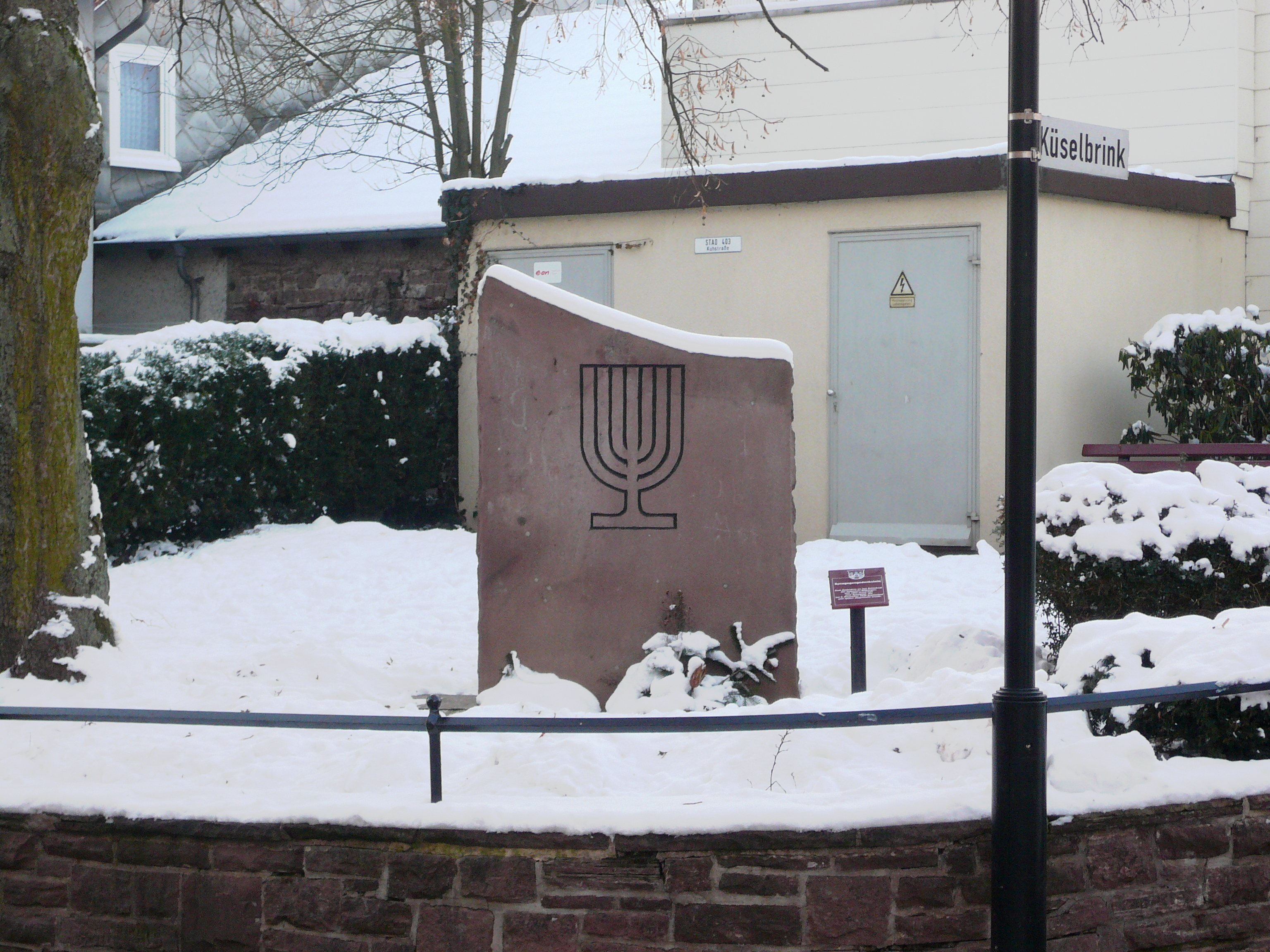
Synagogen-Gedenkstein

- Unweit des Bahnhofs liegt der jüdische Friedhof Stadtoldendorf.
- 1981 wurde am Standort der ehemaligen Synagoge in der Kuh-Straße ein Gedenkstein zur Erinnerung an die ermordeten jüdischen Bürger errichtet.[14]
- Am 15. Dezember 2007 wurden elf Stolpersteine in Stadtoldendorf gelegt, die namentlich an die Schicksale von jüdischen NS-Opfern erinnern. Initiatorin ist eine Nachfahrin der Familien Löwenstein, Rosenhain und Rothenberg.
- Am 20. November 2009 folgten weitere fünfzehn Stolpersteine – erstmals wird nun auch an das Schicksal eines nicht jüdischen Opfers der NS-Zeit erinnert.
- Am 10. Dezember 2010 verlegte Gunter Demnig drei weitere Stolpersteine (Marktplatz), so dass inzwischen 29 Stolpersteine an die Opfer des Holocaust aus Stadtoldendorf erinnern.

## Persönlichkeiten

### Ehrenbürger
- Liliane Plantive, Bürgermeisterin a. D. der französischen Partnergemeinde La Montagne (verliehen 2014)[15]

### Söhne und Töchter der Stadt
- Johann Wolf, auch Wolfius (1580–1645), Mediziner, herzoglicher Leibarzt und Hochschullehrer
- Friedrich Theodor Kühne (1758–1834), Hochschullehrer an den Universitäten in Helmstedt und Marburg, Sprachwissenschaftler
- Wilhelm Raabe (1831–1910), Schriftsteller, besuchte in Stadtoldendorf die Stadtschule[16]
- Arnold Helmuth (1837–1878), preußischer Offizier und Militärschriftsteller
- Johannes Leitzen (1848–1922), Maler und Architekt, Direktor der Städtischen Gewerbeschule Braunschweig
- August Junke (1877–1926), sozialdemokratischer Politiker, Justizminister und 1921–1922 Ministerpräsident des Freistaates Braunschweig
- Karl Lönneker (1887–1942), SA-Führer und Politiker
- Johannes Schneider (1895–1970), baptistischer Theologe
- Hans Meier-Branecke (1900–1981),  Jurist, NS-Kriegsrichter, Senatspräsident am Oberlandesgericht Braunschweig.
- Wilhelm Hesse (1901–1968), Lehrer, NSDAP- und SS-Mitglied und 1933–45 Oberbürgermeister der Stadt Braunschweig
- Hermann Kleinau (1902–1978), Jurist, Historiker, Archivar
- Otto Bode (1913–1981), Biologe, Virologe und Hochschullehrer
- Jürgen Huck (1927–2021), Archivar und Historiker
- Wilhelm Brenig (1930–2022), Universitätsprofessor für Theoretische Physik an der Technischen Universität München
- Hans-Rudolf Peters  (* 1932), Wirtschaftswissenschaftler
- Beate Passow (* 1945), Künstlerin
- Ulf Schiewe (1947–2023), Schriftsteller
- Steve Schroyder  (* 1950), Komponist, Musiker und gelernter Orgelbauer
- Uwe Schünemann (* 1964), Industriekaufmann und Politiker (CDU), niedersächsischer Innenminister und 1996–99 Bürgermeister der Stadt Holzminden
- Gunnar Lott (* 1969), Journalist mit dem Fachgebiet Computerspiele
- Phillie MC (Oliver Sauerland) (* 1974), deutscher Rapper
- Kristo Šagor (* 1976), aufgewachsen in Lübeck, deutscher Theaterautor und Regisseur

### Persönlichkeiten, die mit Stadtoldendorf in Verbindung stehen
- Carl Georg Friedr. Aug. Conrad Julius Seebass (1814–1894), herzogl. braunschweig. Notar und Postmeister, 1839–1890 Bürgermeister von Stadtoldendorf
- Konrad Beste (1890–1958), deutscher Schriftsteller
- Otto Pieperbeck (1892–1965), 1932/1933 Bürgermeister von Stadtoldendorf
- Tonnie de Graaf (1926–1996), deutscher Komponist und Musikpädagoge
- Peter Schünemann (* 1952 in Holzminden), deutscher Volksmusiker